# ロシア連邦議会
ロシア連邦議会（ロシアれんぽうぎかい、ロシア語: Федеральное Собрание Российской Федерации、フェデラーリノイェ・サブラーニイェ・ラシーイスカイ・フェデラーツィイ）は、ロシア連邦の立法府。連邦院（上院）と国家院（下院）から構成される両院制議会である。現在の第一党は連邦院、国家院ともに統一ロシア。

## 議会構成
1993年に制定されたロシア連邦憲法によって設置された。なお連邦議会を帝政時代末期の1906年から1917年まで設置された第1から第4国会（ドゥーマ）を継承するとして第5国会と見なす考え方もある。

## 構成
ロシア連邦議会は上院に当たる連邦院（Совет Федерации、 Sovet Federatsii、連邦会議）と下院に当たる国家院（Государственная дума 、Gosudarstvennaya Duma、国家会議、国家ドゥーマ）の両院制議会である。議員定数は憲法制定当初は上院178・下院450であったが、2012年では上院が170名・下院が450名である。
連邦院は選挙によってではなく、連邦構成主体の行政府及び立法機関の代表各1名より構成され、任期は無い。国家院は任期5年（2011年までは4年）で、当初は定数450議席を小選挙区・比例代表により半数ずつ選出していたが、2007年12月選挙より完全比例代表制へ移行した。2016年9月の選挙より再び小選挙区と比例代表により半数ずつ選出する制度に変更された。